# Íñigo López de Mendoza y Manrique de Luna
Íñigo López de Mendoza y Manrique de Luna, (? – Zaragoza, 8 de junio de 1591) fue representante del rey Felipe II en Aragón, por el que fue creado primer marqués de Almenara.

## Primeros años de vida
Era hijo de Gaspar Gastón de la Cerda y Mendoza, señor de Pastrana, y de Isabel de Luna. Pleiteó con su prima hermana Ana de Mendoza de la Cerda, la princesa de Éboli, para reclamar el mayorazgo de Almenara, fundado por su bisabuelo el cardenal Mendoza, que había establecido que no pudiera ser heredado por línea femenina perviviendo línea masculina. Ganó el pleito, convirtiéndose en señor de Almenara y en 1587 fue creado primer marqués de Almenara por Felipe II.

## Vida pública
El rey Felipe II quiso nombrarlo virrey de Aragón en 1588, como lo había sido su tío Diego Hurtado de Mendoza y de la Cerda, pero su nombramiento fue rechazado por los aragoneses por no ser natural del reino, con lo que se tuvo que volver a Madrid. Después el rey nombró como virrey a Jaime Jimeno de Lobera, obispo de Teruel, tras lo que volvió a enviar al marqués de Almenara a Zaragoza para que ejerciera como su representante en el pleito del virrey extranjero, con poderes para ser consultado en todos las decisiones y nombramientos efectuados por el Virrey y el Gobernador y en el entendimiento de que sería nombrado Virrey si ganaba el pleito.
Almenara fue el instigador de la persecución de Antonio Pérez por la inquisición, para poder apresarlo sin que el Justicia, Juan de Lanuza y Perellós, pudiera intervenir. Después de que el Justicia ejecutara el traslado de Pérez desde la cárcel de los manifestados a la de la inquisición el 24 de mayo de 1591, los partidarios de Pérez intentaron asaltar la casa de Almenara. El Justicia se personó en ella y le pidió que huyera a través de la casa contigua, a lo que Almenara se negó. El Justicia se ofreció a escoltarle a un lugar más seguro, pero los amotinados exigieron que Almenara y sus criados fueran desarmados primero. Al salir, Almenara fue atacado y herido por la turba, y fue trasladado a la prisión real, donde murió el 8 de junio.

### Matrimonio
Casó con Ana del Águila, pero no tuvieron descendencia, y le sucedió su hermano Diego como marqués de Almenara.
| Predecesor: Nueva creación | Marqués de Almenara 1587 - 1591 | Sucesor: Diego Hurtado de Mendoza y Manrique de Luna |